# Decameron Nights
Decameron Nights er en stumfilm fra 1924 af Herbert Wilcox.

## Medvirkende
- Lionel Barrymore som Saladin
- Ivy Duke som Perdita
- Werner Krauss som Soldan
- Bernhard Goetzke som Torello
- Randle Ayrton som Ricciardo
- Xenia Desni som Teodora
- Jameson Thomas som Imliff
- Hanna Ralph som Violante
- Albert Steinrück som Algarve